# Hjälp! Jag är med i en japansk tv-show
Hjälp! Jag är med i en japansk tv-show är ett tävlingsprogram producerat av Jarowskij som sändes i TV 4 under våren 2009. Programledare är Carolina Gynning. Första avsnittet sågs av 1 215 000 tittare.
Det är en svensk version av det amerikanska programmet I Survived a Japanese Game Show, som tidigare visats på TV6, och därför spelades programmet in i Japan med japansk publik.
Till skillnad från den amerikanska versionen, som har "vanliga", okända människor som deltagare, deltar kändisar i den svenska versionen.

## Medverkande
| Deltagare\Avsnitt | 1 | 2 | 3 | 4 | 5 | 6 | 7 | 8 | 9 | 10 |
| ----------------- | - | - | - | - | - | - | - | - | - | -- |
| Tore Kullgren     |   |   |   |   |   |   |   |   |   |    |
| Marie Picasso     |   |   |   |   |   |   |   |   |   |    |
| Anna Book         |   |   |   |   |   |   |   |   |   |    |
| Dogge Doggelito   |   |   |   |   |   |   |   |   |   |    |
| Johannes Brost    |   |   |   |   |   |   |   |   |   |    |
| Sandra Dahlberg   |   |   |   |   |   |   |   |   |   |    |
| Regina Lund       |   |   |   |   |   |   |   |   |   |    |
| Klasse Möllberg   |   |   |   |   |   |   |   |   |   |    |
| Kjell Eriksson    |   |   |   |   |   |   |   |   |   |    |

## Program 1

### Golden Olympic Egg Chicken Run
- Dogge: 5 poäng
- Regina: 3 poäng
- Sandra: 3 poäng
- Anna: 2 poäng
- Johannes: 2 poäng
- Klasse: 1 poäng
- Marie: 1 poäng
- Kjell: 0 poäng
- Tore: 0 poäng

Utslagstävling

### The Human Sticky Jump
- Marie: Qualified
- Kjell: Qualified
- Klasse: Qualified
- Tore: Loser

Fick lämna programmet: Tore

## Program 2

### Easy Quiz Maybe
- Sandra: 7 poäng
- Regina: 7 poäng
- Klasse: 6 poäng
- Kjell: 5 poäng
- Marie: 3 poäng
- Dogge: 3 poäng
- Johannes: 3 poäng
- Anna: 1 poäng

Utslagstävling

### Slippery Seal
- Johannes: Qualified
- Marie: Qualified
- Dogge: Qualified
- Anna: Loser

Fick lämna programmet: Anna

## Program 3

### Tokyo Tea Party Express
- Dogge: 9 poäng
- Sandra: 7 poäng
- Kjell: 6 poäng
- Klasse: 6 poäng
- Marie: 6 poäng
- Johannes: 4 poäng
- Regina: 4 poäng

Utslagstävling

### Tarzan Jump
- Regina: 6 poäng
- Kjell: 5 poäng
- Johannes: 4 poäng

Fick lämna programmet: Johannes

## Program 4

### Spinning Tokyo Islands
- Dogge: 12 poäng
- Kjell: 6 poäng
- Regina: 5 poäng
- Klasse: 5 poäng
- Sandra: 5 poäng
- Anna: 3 poäng
- Marie: 1 poäng

Utslagstävling

### Superdeluxe Corn Flour Football
- Anna: 2 poäng
- Marie: 1 poäng

Fick lämna programmet: Marie

## Program 5

### Slippery Live Eel Transport
- Dogge: 15 poäng
- Klasse: 11 poäng
- Kjell: 5 poäng
- Anna: 4 poäng
- Sandra: 1 poäng
- Regina: 0 poäng

Utslagstävling

### Surf'n'turf
- Anna: Qualified
- Kjell: Qualified
- Regina: Qualified
- Sandra: Loser

Fick lämna programmet: Sandra

## Program 6

### Use The Chopsticks
- Regina: 23 poäng
- Kjell: 20 poäng
- Klasse: 15 poäng
- Anna: 6 poäng
- Johannes: 4 poäng
- Dogge: 2 poäng

### Slurp Up Udon Noodle
- Kjell: 1:42
- Regina: 2:01
- Johannes: 2:02
- Klasse: 2:30
- Dogge: 2:36
- Anna: 2:40

Utslagstävling

### Wrecking Ball Skittles
- Dogge: 1:28
- Anna: 1:26

Fick lämna programmet: Anna

## Program 7

### Dizzy Sushi Go-Round
- Regina: 22 poäng
- Kjell: 20 poäng
- Sandra: 20 poäng
- Klasse: 20 poäng
- Johannes: 9 poäng

### Go By Train, Mr Train Conductor's Nightmare
- Kjell: 6 poäng
- Klasse: 4 poäng
- Johannes: 3 poäng
- Sandra: 2 poäng
- Regina: 1 poäng

Utslagstävling

### Strech My Pantyhose
- Regina: 2 poäng
- Johannes: 0 poäng

Fick lämna programmet: Johannes

## Program 8

### Deadly Conveyor Belt Terror
- Sandra: Qualified
- Regina: Qualified
- Klasse: Qualified
- Kjell: Loser

### Tarai Stop
- Regina: 62 cm
- Klasse: 91 cm
- Kjell: 180 cm
- Sandra: 190 cm

Utslagstävling

### The Human Daruma Otoshi
- Kjell: 3 poäng
- Sandra: 2 poäng

Fick lämna programmet: Sandra

## Program 9

### Rotting Fish Tank Suprise
- Kjell: 6:38
- Klasse: 4:04
- Regina: 2:26

### Binocular Football
- Klasse: 2 poäng
- Regina: 1 poäng
- Kjell: 0 poäng

Utslagstävling

### Crazy Bomb
- Regina: Qualified
- Kjell: Loser

Fick lämna programmet: Ingen

## Program 10

### Tokyo Tea Party Express
- Klasse: 9 poäng
- Kjell: 8 poäng
- Regina: 6 poäng

Till final: Klasse

### TV Tokyo Typhoon Weather Report
- Kjell: 2:19
- Regina: 5:01

Till final: Kjell

### Dizzy Samurai
- Kjell: Winner
- Klasse: Loser

Vinnare: Kjell

## Avsnittsguide

### Avsnitt 1
Golden olympic egg chicken run — Deltagarna ska, utklädda till kycklingar, försöka transportera så många guldägg som möjligt över en såphal vippbräda, samtidigt som fem galna japaner kastar stora bollar på dem och en vindmaskin blåser mot dem. I äggen finns antingen en kyckling eller en orm. Det är endast kycklingar som ger poäng. De fyra som får minst poäng hamnar i en utslagstävling.
The human sticky jump — Iklädda självhäftande dräkter ska deltagarna ta sats och hoppa på en studsmatta mot en vägg med en avbildad figur. Det gäller att fastna på väggen och efterlikna figuren. Den som lyckas bäst vinner. Deltagarna tävlar två och två i två heat. Förlorarna möter varandra och förloraren får lämna tävlingen.

### Avsnitt 2
Easy quiz? maybe — Deltagarna spänns fast i en stol där de får svara på enkla frågor samtidigt som de utsätts för tortyr i form av pajkastning, brandsprutor och boxhandskar. De fyra med minst antal rätt besvarade frågor hamnar i utslagstävlingen.
Slippery seal! — Deltagarna ska, iklädda sälkostymer, smörja in sig i klet och kana ner för en ramp och träffa en måltavla på golvet. Kanar de för långt hamnar de i vatten och får inga poäng. Deltagaren med sämst poäng blir utslagen ur tävlingen.

### Avsnitt 3
Tokyo tea party express — Utklädda till hembiträden komplett med klänning, knästrumpor och volangförkläden, ska deltagarna servera te från en stor tekanna till japanska affärsmän samtidigt som de springer på ett rullband som ökar hastigheten för varje fylld kopp. Nedanför rullbandet finns ett mjölbad. De tre deltagarna med minst antal fyllda koppar får tävla i utslagstävlingen.
Tarzan jump — Från en plattform gäller det att svinga sig med ett rep ner till en flytande påle så många gånger som möjligt under tre minuter. Deltagaren som lyckas träffa pålen minst antal gånger blir utslagen.

### Avsnitt 4
Anna Book kom detta avsnitt oväntat tillbaka i en låda.
Spinning Tokyo Islands — Det gäller för deltagarna att leverera flaggor över två spinnande skivor. På skivorna finns det runda lådor som man ska gå på. Ramlar man ner får man börja om från början. De två deltagare med minst antal flaggor hamnar i utslagstävlingen.
Superdeluxe corn flour football — Här gäller det för deltagarna att springa med amerikanska fotbollar över en bassäng fylld med majsmjölsvälling. Springer man för långsamt sjunker man ner i gröten. Deltagarna tävlar i tre heat. Den som har flyttat flest bollar vinner heatet och först till två vunna heat får stanna kvar medan den andra blir utslagen.

### Avsnitt 5
Slippery live eel transport — Tävlingen går ut på att deltagarna, utklädda till bläckfiskar, ska fånga och transportera levande ålar från ett vattenkar till ett annat över en spåhal bana med en stor fläkt blåsandes mot sig. De fyra som levererar minst antal ålar hamnar i utslagstävlingen.
Sumo wrestling surf'n'turf — Utkädda till olika djur ska deltagarna sumobrottas mot varandra två och två. Det gäller att få ut sin motståndare ur ringen innan tiden är slut, annars brottas man tills någon rör mattan. Förlorarna möter varandra och förloraren där åker ut ur tävlingen och får lämna Japan.

### Avsnitt 6
Johannes Brost kom tillbaka detta avsnitt.
Use the chopsticks — Upphängda i en sele gäller det för deltagarna att plocka upp så många gubbar som möjligt med hjälp av ätpinnar. Deltagaren med sämst resultat hamnar i utslagstävlingen.
Slurp up udon noodle — I denna tävlingen gäller det att äta upp en fem meter lång nudel så snabbt som möjligt. Den långsamaste hamnar i utslagstävlingen.
Wrecking ball skittles — Här ska deltagarna, utklädda till korv med bröd eller palsternacka och iklädda rullskridskor, hålla sig kvar på ett podium så länge som möjligt samtidigt som en stor boll svingas mot dem. Den som ramlar ner fortast åker ut.

### Avsnitt 7
Dizzy sushi go-round — Deltagarna spänns fast i en stol och snurras i 30 sekunder. Sedan ska de bära sushibrickor över en smal spång till en sumobrottare. På båda sidor om spången finns vatten. Deltagarna ska snurras på nytt inför varje vända. Den som har levererat minst antal sushibitar går till utslagstävlingen.
Go by train, Mr trainconductor's nightmare — I ett kar med grädde gäller det att hitta så många godisbitar som möjligt. Man får endast använda munnen. Samtidigt kör ett modelltåg runt på en bana. På loket sitter den en nål som hotar att smälla en ballong som ligger på spåret. Smälls ballongen får man inte leta fler godisbitar. Den med minst hittade godosbitar går till utslagstävlingen.
Stretch my pantyhose — Detta är en klassisk japansk lek och går till så att två deltagare trär en nylonstumpbyxa över huvudet. Strumpbyxorna knyts ihop och sedan gäller det att dra av den andra personens strumbyxa. Man får endast använda huvudet. Tävlingen avgörs i tre heat och den som först förlorar två heat blir utslagen.

### Avsnitt 8
Deadly conveyor belt terror — Utklädda till grönsaker ska deltagarna två och två cykla på trehjulingar på ett rullband. I slutet av rullbandet finns en knapp som ökar hastigheten på motståndarens rullband. Den som först ramlar av rullbandet hamnar i ett mjölbad. Förlorarna möter varandra och förloraren där hamnar i utslagstävlingen.
Tarai stop! — Deltagarna blir placerade under ett hängande metallkar. Karet är kopplat till en spak som deltagarna manuvrerar. När tävlingen börjar ska de lossa på spaken så att karet faller ner. Det gäller sedan att stoppa karet så när ens huvud som möjligt, men utan att det slår i ens huvud. Den som kommer längst ifån hamnar i utslagstävlingen.
The human daruma otoshi — Stående på en hög med klossar ska deltagarna svara på frågor. För varje fel svar slås en av klossarna bort av en stor japan. Ramlar man ner är tävlingen slut. Den med minst antal rätt svar åker ut.

### Avsnitt 9
Binocular football — Iklädda kikare med skärpan inställd på tio meter ska deltagarna skjuta så många fotbollar som möjligt i mål. Den med minst poäng hamnar i utslagstävlingen.
Rotten fish tank surprise — Deltagarna placeras på en pelare i mitten av en vattentank. Det gäller att stå kvar så länge som möjligt samtidigt som några japaner kastar bollar på en. Deltagaren med sämst tid hamnar i utslagstävlingen.
Crazy bomb — Deltagarna spänns fast i var sin stol. De ska sedan turas om att klippa en av tio kablar i en bomb. Klipper man fel kabel sprängs bomben, man blir dränkt i mjöl, och får lämna tävlingen.

### Avsnitt 10
Tokyo tea party express — Samma tävling som i avsnitt 3. Vinnaren gå direkt till finaltävlingen.
TV Tokyo typhoon weather report — Deltagarna ska ta sig över en pool med kallt vatten på en smal flytande spång samtidigt som en vindmaskin blåser tidningar mm. mot dem. I handen ska de ha med sig en mikrofon samtidigt. Vinnaren går vidare till finaltävlingen medan förloraren åker ut.
Dizzy samurai — Denna tävling är en hinderbana. Den börjar med att deltagarna spänns fast i snurrande stolar. Sedan ska de ta sig över en pool med vatten på en smal planka. Ramlar de i får de börja om från början. Sedan ska de ta sig upp för en hal ramp. Till sin hjälp finns ett rep en bit upp på rampen. På andra sidan rampen ska de hitta en nyckel i en kista. Vidare ska de simma under ett nät till en väska som ska öppnas med hjälp av nyckeln. Om inte nyckeln passar måste de ta samma väg tillbaka till kistan och leta upp en ny nyckel. Den som först lyckas öppna sin väska vinner Do Konjo.

## Tittarsiffror
|    | Datum         | Tittare   |
| -- | ------------- | --------- |
| 1  | 9 april 2009  | 1 105 000 |
| 2  | 16 april 2009 | 805 000   |
| 3  | 23 april 2009 | 760 000   |
| 4  | 7 maj 2009    | 590 000   |
| 5  | 14 maj 2009   | 640 000   |
| 6  | 21 maj 2009   | 705 000   |
| 7  | 28 maj 2009   | 640 000   |
| 8  | 4 juni 2009   | 585 000   |
| 9  | 11 juni 2009  | 540 000   |
| 10 | 18 juni 2009  | 585 000   |